# 卡扎尔代拜莱
卡扎尔代拜莱（法語：Cazals-des-Baylès）是法国阿列日省的一个市镇，属于帕米耶区（Pamiers）米尔普瓦县（Mirepoix）。该市镇2009年时的人口为56人。

## 人口
卡扎尔代拜莱人口变化图示
| 数据来源：INSEE |